# St. Lunatics
St. Lunatics est un groupe de hip-hop américain, originaire de St. Louis, dans le Missouri. Formé en 1993, le groupe se compose de Nelly, Ali, Murphy Lee, Kyjuan, et City Spud.

## Biographie
St. Lunatics est formé en 1993 par Martin Lopez. Leur premier succès, Gimme What U Got, est enregistré en 1996, et publié en 1997. Le single compte 8 000 exemplaires vendus, et est fréquemment diffusé sur la radio FM station 103 de St. Louis, the Beat. Deux ans plus tard, ils rencontrent le propriétaire du label Fo' Reel Entertainment, et ancien manager de Mase, Cudda Love, qui prend les rappeurs sous son aile. Il parvient à les faire signer au label Universal Records, avec un contrat à la fois pour le groupe, mais aussi par chaque membre en solo. 
Après le succès du membre du groupe Nelly en 2000, les St. Lunatics publient leur premier album studio, Free City (en), le 5 juin 2001. L'album atteint la troisième place du Billboard 200 et la 18e place des classements canadiens. Il est certifié disque de platine aux États-Unis et disque d'or au Canada. En 2010, concernant l'album, Nelly explique : « Vous connaissez l'histoire. Notre premier album s'appelle Free City, en honneur à mon petit frère [City Spud] qui s'est fait chopper avant la publication de Country Grammar [album de Nelly]. » La même année, en 2001, ils publient les chansons Summer in the City et Midwest Swing (en).
En 2002, Ali publie son premier album solo, Heavy Starch (en), et Murphy Lee publie son album solo, Murphy's Law en 2003. Murphy lance son propre label, U.C. ME Entertainment. Nelly, lui, profite d'une carrière solo à succès ; en 2011, Nelly s'associe avec le Vatterott College pour l'ouverture d'une école de production musicale à St. Louis appelée Ex'treme Institute (E.I.) by Nelly.
En 2009, les St. Lunatics annoncent un nouvel album, City Free, pour l'été 2009. L'album est reporté en 2011. Une chanson intitulée St. Lunatics est postée en début mars 2009, accompagné d'une autre chanson, Get Low 2 Da Flo, produite par Play-N-Skillz. En 2010, après 10 ans d'inactivité du groupe, Nelly « promet » la publication d'un nouvel album des St. Lunatics.

## Discographie

### Album studio
- 2001 : Free City

### Compilations
- 2006 : Who's the Boss

### Singles
- 1997 : Gimme What U Got
- 2001 : Midwest Swing
- 2010 : Money Talks (en featuring avec Birdman)